# Social learning
L'aprenentatge social (o pedagogia social) és una modalitat d'aprenentatge no formal o informal que es produeix a través d'interaccions socials i processos entre els actors dins d'una xarxa social per a millorar la comunicació entre els alumnes i els responsables pedagògics per tal d'optimitzar els resultat de la formació. L'aprenentatge 
Per poder parlar d'aprenentatge social aquest procés ha de demostrar que un canvi en la comprensió ha tingut lloc en els individus involucrats, demostrar que aquest canvi va més enllà de l'individu i queda situat dins de les unitats socials més àmplies o comunitats de pràctica.

## Història
Albert Bandura definia l'Educació social és un aprenentatge individual que tenia lloc dins un context social i que per tant, estava influenciat per un seguit de normes socials com per exemple la imitació dels rols de conducta però la major part de l'aprenentatge té lloc en un context social. Recentment, ha nascut un corrent de pensament sobre el social learning que explica com es reflecteix en una sèrie d'articles sobre l'ecologia i la societat. Molta de la literatura ignora els avançaments conceptuals de l'educació i la psicologia, i això provoca que hi hagi poc consens sobre el social learning. Un dels primers cursos de social learning el va oferir la Universitat de Colúmbia com a model d'aprenentatge basat en el peer to peer i en el fet de compartir informació.
El social learning ha de demostrar que ha tingut lloc un canvi en la comprensió en els individus involucrats a un nivell superficial o a nivells més profunds canviant actituds, visions del món o creences epistemològiques, ha d'anar més enllà per situar l'individu dins de les unitats socials més àmplies o comunitats de pràctica dins de la societat a través d'interaccions socials i processos entre els actors dins d'una xarxa social, ja sigui a través de la interacció directa. L'aprenentatge social pot ser definit com un canvi en la comprensió que va més enllà de l'individu per situar-se dins de les unitats socials més àmplies o comunitats de pràctica a través de les interaccions socials entre els actors involucrats dins de les xarxes socials.

## Avantatges
El social learning és fàcil d'utilitzar donat l'ús intensiu que fem de les tecnologies educatives i entorns d'aprenentatge, amb ell les barreres de comunicació van desapareixent de mica en mica i gràcies a això s'afavoreix aquest aprenentatge social, fa desaparèixer els estàndards doncs la construcció de significats i aprenentatge es produeix d'una manera lliure, i renova i adapta els continguts.

## El futur
La fractura digital a nivell mundial suposa un entrebanc en l'expansió del social learning, requerint que els dispositius digitals siguin més econòmics, internet ha de disposar d'un accés universal per a tothom i l'energia ha de ser més econòmica, sostenible i accessible.
El futur del social learning és important per al disseny d'iniciatives d'aprenentatge i les intervencions de política. El procés d'anar més enllà de l'aprenentatge individual cap a una comprensió més àmplia situada en una comunitat de pràctica pot portar el seu temps per desenvolupar-se. Un estudi longitudinal sobre un grup ecologista preocupat per la degradació del sòl es va trobar que l'aprenentatge social va ser documentat després d'aproximadament 1 any, això suggereix que les iniciatives d'aprenentatge podrien prendre al voltant de 3 anys per desenvolupar nous coneixements suficients incrustats en una comunitat de pràctica per fer front a problemes complexos.

## Nous desenvolupaments
Amb el creixent ús de les xarxes socials, el social learning cada cop s'interpeta més com un aprenentatge que es porta a terme amb xarxes socials. L'aprenentatge social a través de plataformes obertes com Facebook o plataformes tancades, com a xarxa d'aprenentatge social corporativa està creixent ràpidament. Mitjans de comunicació social poden ser utilitzats pels empleats per contribuir, descobrir, buscar, aprendre i tornar a aprendre, etc.
Des del punt de vista d'un alumne alumne de l'empleat o - això també es considera com a gestió personal del coneixement o treball intel·ligent - per exemple, el social learning es pot utilitzar en blocs per reflectir el seu treball, o en fer ús de continguts generats per l'usuari a través de plataformes com Wikipedia o YouTube per aprendre sobre la demanda, per exemple, quan tenen una pregunta o problema.
Des d'un punt de vista organitzatiu, l'aprenentatge social es pot afegir com un element per a l'aprenentatge formal com cursos o programes d'estudi - per afegir discussions, intercanvi d'experiències i lliçons apreses. L'aprenentatge social es pot interpretar d'una manera més independent - per exemple, per crear comunitats de pràctica per a grups similars com els nous empleats (anomenats onboarding), equip o membres de l'equip de projecte o altres grups similars. L'objectiu de les organitzacions és fer més efectiu l'aprenentatge.
La nova connotació d'aprenentatge social també ha estat empesa per les companyies de programari que volen vendre eines d'aprenentatge social (com SAP AG o Microsoft). No obstant això els professionals estan d'acord que l'aprenentatge social és més que mitjans de comunicació social.